# Запендзкий, Юзеф
Ю́зеф Запе́ндзкий (пол. Józef Zapędzki, 11 марта 1929 года — 15 февраля 2022) — польский стрелок, специализировавшийся в пистолетной стрельбе. Участник пяти Олимпиад, двукратный олимпийский чемпион. Заслуженный мастер спорта Польши.

## Карьера
Во времена немецкой оккупации Польши в годы Второй мировой войны Юзеф Запендзкий несмотря на юный возраст работал на железнодорожном вокзале в Заверце, а его отец погиб в концлагере Дахау.
В 1951 году вступил в ряды польской армии. Там же начал заниматься пулевой стрельбой из пистолета. Параллельно со службой окончил академию физкультуры во Вроцлаве.
В 1964 году в составе польской сборной дебютировал на Олимпийских играх, где занял 15 место в стрельбе из малокалиберного скоростного пистолета. Два года спустя в этой же дисциплине стал вице-чемпионом мира.
На Олимпиаде в Мехико установил олимпийский рекорд (593 очка) и стал олимпийским чемпионом. Через четыре года в Мюнхене обновил свой же рекорд и защитил чемпионское звание, став вторым после венгра Кароя Такача стрелком, защитившим олимпийское звание в стрельбе из скорострельного пистолета.
Также участвовал в Олимпиадах 1976 и 1980 годов, но не пробивался даже в десятку сильнейших. После завершения спортивной карьеры работал тренером.

## Результаты на Олимпийских играх
| Игры          | Дисциплина                | Место | Результат |
| ------------- | ------------------------- | ----- | --------- |
| Токио 1964    | Скоростной пистолет, 25 м | 15    | 584       |
| Мехико 1968   | Скоростной пистолет, 25 м | 1     | 593 OR    |
| Мюнхен 1972   | Скоростной пистолет, 25 м | 1     | 595 OR    |
| Монреаль 1976 | Скоростной пистолет, 25 м | 45    | 556       |
| Москва 1980   | Скоростной пистолет, 25 м | 14    | 591       |